# Cruseilles
Cruseilles é uma comuna francesa na região administrativa de Auvérnia-Ródano-Alpes, no departamento da Alta Saboia. Estende-se por uma área de 25.41 km². Em 2010 a comuna tinha 4 811 habitantes (densidade: 189,3 hab./km²).